# Жуков, Геннадий Николаевич
Геннадий Николаевич Жуков (16 января 1950 — 29 января 2019) — российский учёный в области профессиональной педагогики и методики, педагог, профессор, доктор педагогических наук, академик АПО.

## Образование
- В 1973 году закончил Новосибирский электротехнический институт по специальности «Радиотехника».
- В 1993 году защитил диссертацию на соискание учёной степени кандидата педагогических наук.
- В 2005 году защитил докторскую диссертацию по теме «Формирование готовности к профессионально педагогической деятельности будущих мастеров производственного обучения».
- В 2008 году ВАК было присвоено учёное звание профессор.
- В 2011 году был избран действительным членом Академии профессионального образования.
- С 2006 по 2019гг. года был членом Совета по защите докторских диссертаций по специальности: 13.00.08 «Теория и методика профессионального образования» при Кемеровском государственном университете.

## Работа
1. С 1975 года по 1988 год работал в Кемеровском химическом техникуме: преподавателем, зав. отделения, зам. директора по учебно-производственной работе.
2. В 1988 г. избран директором Кемеровского индустриально-педагогического техникума (впоследствии Кемеровский государственный профессионально педагогический колледж), в котором проработал до 31 декабря 2013 года.
3. Жуков Г. Н. был инициатором создания на базе техникума опорного пункта Российского государственного профессионально педагогического университета (РГППУ) в 1997 году, который в 1999 году был реорганизован в филиал РГППУ в городе Кемерово. Под непосредственным руководством Геннадия Николаевича в 90-х годах создана «Система непрерывного профессионально-педагогического образования Кемеровской области» в составе профессионально-педагогического колледжа, филиала РГППУ в г. Кемерово и десяти профтехучилищ Кемеровской области. За пятнадцать лет деятельности данной системы выпущено более пяти тысяч мастеров и педагогов профессионального обучения с высшим и средним профессионально педагогическом образованием.
4. С 2013 года по 2015 год — директор филиала РГППУ в городе Кемерово.
5. С 2015 года работал заведующим удалённой интегрированной базовой кафедры профессионально-педагогического образования Федерального государственного автономного образовательного учреждения высшего образования «Российский государственный профессионально-педагогический университет» в г. Кемерово

Сфера научных интересов — профессиональная педагогика, подготовка мастеров и педагогов профессионального обучения со средним и высшим профессиональным педагогическим образованием. Геннадий Николаевич был организатором всероссийских и региональных научно-практических конференций на базе колледжа и филиала, а также Общероссийского конкурса будущих мастеров производственного обучения с 2003 года (студенты учреждений среднего профессионально-педагогического образования). Жуков Геннадий Николаевич автор пяти монографий, 10 учебников и учебных пособий. Учебник «Общая и профессиональная педагогика» рекомендован Минобрнауки для учреждений среднего профессионально-педагогического образования, автор более 200 научных и учебно-методических работ, 30 из которых опубликованы в журналах рекомендованных ВАК.

## Профессиональная педагогика. Учебник
- Общая и профессиональная педагогика : учебник / Г. Н. Жуков,П. Г. Матросов. — 2-е изд., перераб. и доп. — М. : ИНФРА-М, 2019. — 425 с. + Доп. материалы
- Общая и профессиональная педагогика : учебник / Г. Н. Жуков, П. Г. Матросов. — 2-е изд., перераб. и доп. — М. : ИНФРА-М, 2017. — 425 с. + Доп. материалы
- Общая и профессиональная педагогика: Учебник / Г. Н. Жуков, П. Г. Матросов. — М.: Альфа-М: НИЦ ИНФРА-М, 2013. — 448 с.: ил.;
- Основы общей и профессиональной педагогики : учеб. пособие для студентов учреждений сред. проф. образования, обучающихся по специальности 0308 Проф. обучение (по отраслям) / Г. Н. Жуков, П. Г. Матросов, С. Л. Каплан; под общ. ред. Г. П. Скамницкой. — Москва : Гардарики, 2005. — 382 с.
- Основы профессиональной педагогики : учебное пособие / Г. Н. Жуков. — Кемерово : Кемеровский ППК, 2004. — 174 с. — ISBN 5-93963-011-1.

## Награды
- В 2000 г. присвоено звание «Заслуженный учитель Российской Федерации».
- Награждён медалью К.Д. Ушинского "За заслуги в области педагогических наук"[2]
- Награждён медалью "За особый вклад в развитие Кузбасса"[2]
- Награждён медалью "За служение Кузбассу"[2]
- Награждён государственными, отраслевыми и областными наградами.

## Публикации
1. ОСОБЕННОСТИ СОВРЕМЕННОГО РЫНКА ТРУДА И ЦЕЛИ ПРОФЕССИОНАЛЬНОЙ ПОДГОТОВКИ КАДРОВ Жуков Г. Н. В сборнике: Инновации в профессиональном и профессионально-педагогическом образовании Материалы 23-й Международной научно-практической конференции. Под научной редакцией Е. М. Дорожкина, В. А. Фёдорова. 2018. С. 38-42.
2. О ЦЕЛЯХ ПРОФЕССИОНАЛЬНОГО ОБРАЗОВАНИЯ И ОСОБЕННОСТЯХ СОВРЕМЕННОГО РЫНКА ТРУДА Жуков Г. Н., Жуков А. Г. В сборнике: Профессиональное образование и занятость молодежи: XXI век. Подготовка кадров для инновационной экономики на основе широкого внедрения передовых технологий Материалы Международной научно-практической конференции. 2018. С. 42-44.
3. БАЗОВАЯ КАФЕДРА В СОСТАВЕ ПРОФЕССИОНАЛЬНО-ПЕДАГОГИЧЕСКОГО ВУЗА: ОПЫТ СОЗДАНИЯ И ФУНКЦИОНИРОВАНИЕ Жуков Г. Н., Жуков А. Г. Информационно-коммуникационные технологии в педагогическом образовании. 2018. № 4 (56). С. 31-38.
4. ПРОФЕССИОНАЛЬНЫЙ СТАНДАРТ ПЕДАГОГА И ПРОФЕССИОНАЛЬНОЕ САМООПРЕДЕЛЕНИЕ БУДУЩИХ СПЕЦИАЛИСТОВ В СИСТЕМЕ СПО Жуков Г. Н. В сборнике: Профессиональное образование и занятость молодежи: XXI век. Актуальные направления развития системы профессиональной ориентации учащейся молодежи В 2 ч. Ч. 2. Материалы Международной научно-практической конференции. Редакционная коллегия: В. И. Блинов, Н. Э. Касаткина, А. К. Кусаинов, В. А. Овчинников, Е. А. Пахомова, Е. Л. Руднева, А. В. Чепкасов, С. Н. Чистякова. 2017. С. 119—121.
5. ДЕЯТЕЛЬНОСТЬ ФИЛИАЛА ФГАОУ ВО «РГППУ» В Г. КЕМЕРОВО: ИТОГИ И ПЕРСПЕКТИВЫ Жуков Г. Н. В книге: АКТУАЛЬНЫЕ ВОПРОСЫ ПРОФЕССИОНАЛЬНО-ПЕДАГОГИЧЕСКОГО ОБРАЗОВАНИЯ № 3 сборник научно-методических работ. Уфа, 2017. С. 21-25.
6. ПРОФЕССИОНАЛЬНО-ПЕДАГОГИЧЕСКОЕ ОБРАЗОВАНИЕ В РЕГИОНЕ: ОПЫТ И ПЕРСПЕКТИВЫ Жуков Г. Н. В книге: АКТУАЛЬНЫЕ ВОПРОСЫ ПРОФЕССИОНАЛЬНО-ПЕДАГОГИЧЕСКОГО ОБРАЗОВАНИЯ № 3 сборник научно-методических работ. Уфа, 2017. С. 25-36.
7. КОМПЕТЕНТНОСТНАЯ МОДЕЛЬ ПРЕПОДАВАТЕЛЯ СРЕДНЕГО ПРОФЕССИОНАЛЬНОГО ОБРАЗОВАНИЯ Жуков Г. Н. В сборнике: Профессиональное образование и занятость молодежи: XXI век. Проблема опережающей подготовки кадров для российской экономики (региональный аспект) материалы международной научно-практической конференции. 2016. С. 149—151.
8. МОДЕЛЬ МАСТЕРА ПРОИЗВОДСТВЕННОГО ОБУЧЕНИЯ ПРИ РЕАЛИЗАЦИИ ПРОФЕССИОНАЛЬНОГО СТАНДАРТА ПЕДАГОГА В СПО Жуков Г. Н.В книге: АКТУАЛЬНЫЕ ВОПРОСЫ ПРОФЕССИОНАЛЬНО-ПЕДАГОГИЧЕСКОГО ОБРАЗОВАНИЯ сборник научно-методических работ. Министерство образования и науки Российской Федерации, Федеральное государственное автономное образовательное учреждение высшего образования «Российский государственный профессионально-педагогический университет», Институт развития территориальных систем профессионально-педагогического образования, ИБК ППО РГППУ в г. Кемерово. Кемерово, 2016. С. 27-38.
9. ПЕДАГОГИЧЕСКИЕ КАДРЫ СИСТЕМЫ СРЕДНЕГО ПРОФЕССИОНАЛЬНОГО ОБРАЗОВАНИЯ Жуков Г. Н. В сборнике: АКТУАЛЬНЫЕ ВОПРОСЫ ПРОФЕССИОНАЛЬНО- ПЕДАГОГИЧЕСКОГО ОБРАЗОВАНИЯ сборник научно-методических работ. 2016. С. 8-16.
10. ПРОБЛЕМЫ И ПРОТИВОРЕЧИЯ ПОДГОТОВКИ ВЫСОКОКВАЛИФИЦИРОВАННЫХ КАДРОВ ДЛЯ ЭКОНОМИКИ РОССИИ Жуков Г. Н. Профессиональное образование. Столица. 2016. № 1. С. 8-13.
11. ПРОФЕССИОНАЛЬНЫЙ СТАНДАРТ ПЕДАГОГА И ОСОБЕННОСТИ ЕГО РЕАЛИЗАЦИИ В СИСТЕМЕ СПО Жуков Г. Н. Профессиональное образование. Столица. 2016. № 11. С. 28-31.
12. DEVELOPMENT OF COMPETITIVE RELATIONS IN THE RUSSIAN MARKET OF EDUCATIONAL SERVICES Ivinskaya E.Y., Nikitin A.A., Markovichev A.S., Zhafyarov A.Z., Milinis O.A., Zhukov G.N., Sinenko V.Y., Mavrina I.A.International Review of Management and Marketing. 2016. Т. 6. № 1. С. 65-69.
13. ПОДГОТОВКА ВЫПУСКНИКОВ ПРОФЕССИОНАЛЬНЫХ ОБРАЗОВАТЕЛЬНЫХ ОРГАНИЗАЦИЙ К ЗАНЯТОСТИ НА РЫНКЕ ТРУДА Жуков Г. Н.В сборнике: Инновации в профессиональном и профессионально-педагогическом образовании Материалы 20 Всероссийской научно-практической конференции. 2015. С. 70-73.
14. КУДА ИСЧЕЗ «УЧИТЕЛЬ ПРОФЕССИИ»? ИЛИ МОЖНО ЛИ ВОСПИТАТЬ МАСТЕРА БЕЗ «МАСТЕРА»? Жуков Г. Н. Профессиональное образование. Столица. 2015. № 4. С. 20-23.
15. БАЗОВЫЕ КАФЕДРЫ ПРОФЕССИОНАЛЬНО-ПЕДАГОГИЧЕСКОГО ВУЗА: СИТУАЦИОННЫЙ ПОДХОД Жуков Г. Н., Сопегина В. Т. Профессиональное образование. Столица. 2015. № 7. С. 20-22.
16. КАДРОВЫЙ ПОТЕНЦИАЛ СИСТЕМЫ СРЕДНЕГО ПРОФЕССИОНАЛЬНОГО ОБРАЗОВАНИЯ Жуков Г. Н.Вестник Учебно-методического объединения по профессионально-педагогическому образованию. 2015. № 2 (49). С. 47-59.
17. ГОТОВНОСТЬ БУДУЩИХ СПЕЦИАЛИСТОВ К ЗАНЯТОСТИ НА РЫНКЕ ТРУДА КАК ФАКТОР ИХ СОЦИАЛЬНО-ПРОФЕССИОНАЛЬНОЙ МОБИЛЬНОСТИ Жуков Г. Н. В сборнике: Социально-профессиональная мобильность в XXI веке сборник материалов и докладов Международной конференции. Под редакцией Г. М. Романцева, В. А. Копнова. 2014. С. 235—241.
18. ОРГАНИЗАЦИОННО-ПЕДАГОГИЧЕСКИЕ УСЛОВИЯ ФОРМИРОВАНИЯ ГОТОВНОСТИ СТУДЕНТОВ К ЗАНЯТОСТИ НА РЫНКЕ ТРУДА Жуков Г. Н., Сьянов А. В.В сборнике: Профессиональное образование и занятость молодежи: XXI век. Система профессионального образования в условиях модернизации 2014. С. 44-45.
19. ПОДГОТОВКА БУДУЩИХ МАСТЕРОВ И ПЕДАГОГОВ ПРОФЕССИОНАЛЬНОГО ОБУЧЕНИЯ В РАМКАХ СИСТЕМЫ НЕПРЕРЫВНОГО ПРОФЕССИОНАЛЬНО-ПЕДАГОГИЧЕСКОГО ОБРАЗОВАНИИ Жуков Г. Н., Пальянов М. П.В сборнике: Педагогическое образование в государствах-участниках СНГ: современные проблемы, концепции, теории и практика Материалы VII международной научно-практической конференции. под общей редакцией И. И. Соколовой. 2014. С. 75-81.
20. НЕПРЕРЫВНОЕ ПРОФЕССИОНАЛЬНО-ПЕДАГОГИЧЕСКОЕ ОБРАЗОВАНИЕ: ПРОБЛЕМЫ И ПЕРСПЕКТИВЫ Жуков Г. Н. Педагогический журнал Башкортостана. 2014. № 3 (52). С. 39-45.
21. ФАКТОРЫ, СПОСОБСТВУЮЩИЕ ФОРМИРОВАНИЮ ГОТОВНОСТИ СТУДЕНТОВ К ЗАНЯТОСТИ НА РЕГИОНАЛЬНОМ РЫНКЕ ТРУДА Жуков Г. Н., Сьянов А. В.В сборнике: Инновационные процессы в образовании: стратегия, теория и практика развития Материалы VI Всероссийской научно-практической конференции. Научные редакторы: Е. М. Дорожкин, В. А. Фёдоров. 2013. С. 178—181.
22. ТЕОРИЯ И ПРАКТИКА ПРОФЕССИОНАЛЬНО-ПЕДАГОГИЧЕСКОГО ОБРАЗОВАНИЯ Ронжина Н. В., Зеер Э. Ф., Маврина И. Н., Мокроносов А. Г., Чупина В. А., Иващенко С. А., Игнаткович И. В., Борибеков К. К., Момынбаев Б. К., Коваленко Д. В., Эрганова Н. Е., Дорофеев А. В., Акимова О. Б., Чапаев Н. К., Хаматнуров Ф. Т., Жукова Н. М., Косырев В. П., Кубрушко П. Ф., Осипова И. В., Тарасюк О. В. и др.Коллективная монография / Екатеринбург, 2013. Том 3
23. ОБЩАЯ И ПРОФЕССИОНАЛЬНАЯ ПЕДАГОГИКА Жуков Г. Н., Матросов П. Г.Москва, 2013.
24. МАСТЕР ПРОИЗВОДСТВЕННОГО ОБУЧЕНИЯ: КОМПЕТЕНТНОСТНАЯ МОДЕЛЬ Жуков Г. Н. Профессиональное образование. Столица. 2013. № 5. С. 14-17.
25. КОМПЕТЕНТНОСТНЫЙ ПОДХОД В ПОДГОТОВКЕ БУДУЩЕГО МАСТЕРА ПРОИЗВОДСТВЕННОГО ОБУЧЕНИЯ Жуков Г. Н., Матросов П. Г.Среднее профессиональное образование. 2013. № 6. С. 28-32.
26. РАЗРАБОТКА И ПРАКТИЧЕСКАЯ РЕАЛИЗАЦИЯ СИСТЕМЫ НЕПРЕРЫВНОГО ПРОФЕССИОНАЛЬНО-ПЕДАГОГИЧЕСКОГО ОБРАЗОВАНИЯ Жуков Г. Н.Образование и наука. 2013. № 4 (103). С. 58-76.
27. СЕТЕВОЕ ВЗАИМОДЕЙСТВИЕ УЧРЕЖДЕНИЙ СПО КАК ЭФФЕКТИВНАЯ ФОРМА ОБЕСПЕЧЕНИЯ ЗАНЯТОСТИ МОЛОДЕЖИ Жуков Г. Н.Профессиональное образование в России и за рубежом. 2013. № 2 (10). С. 33-36.
28. СИСТЕМА НЕПРЕРЫВНОГО ПРОФЕССИОНАЛЬНО-ПЕДАГОГИЧЕСКОГО ОБРАЗОВАНИЯ: ТЕОРИЯ И ПРАКТИКА Жуков Г. Н.Вестник Учебно-методического объединения по профессионально-педагогическому образованию. 2013. № 1 (47). С. 153—162.
29. КАК ОЦЕНИТЬ КОНКУРЕНТОСПОСОБНОСТЬ ОБРАЗОВАТЕЛЬНОГО УЧРЕЖДЕНИЯ Жуков Г. Н. Инновации в образовании. 2012. № 2. С. 56-65.
30. УПРАВЛЕНИЕ КОНКУРЕНТОСПОСОБНОСТЬЮ ПРОФЕССИОНАЛЬНОГО ОБРАЗОВАТЕЛЬНОГО УЧРЕЖДЕНИЯ НА ОСНОВЕ МОНИТОРИНГА ПОКАЗАТЕЛЕЙ СМК Жуков Г. Н. Среднее профессиональное образование. 2011. № 5. С. 32-36.
31. ИННОВАЦИОННАЯ ДЕЯТЕЛЬНОСТЬ — СТРАТЕГИЯ СПО КУЗБАССА Жуков Г. Н. Аккредитация в образовании. 2010. № 2 (37). С. 70-71.
32. ОПЕРЕЖАЮЩАЯ ПОДГОТОВКА БУДУЩИХ МАСТЕРОВ ПРОИЗВОДСТВЕННОГО ОБУЧЕНИЯ Жуков Г. Н., Прянишева Н. А. Аккредитация в образовании. 2010. № 2 (37). С. 88-89.
33. ПОДГОТОВКА МАСТЕРОВ ПРОИЗВОДСТВЕННОГО ОБУЧЕНИЯ В СОВРЕМЕННЫХ СОЦИАЛЬНО-ЭКОНОМИЧЕСКИХ УСЛОВИЯХ Жуков Г. Н. Научные исследования в образовании. 2010. № 11. С. 23a-26.
34. ОСНОВЫ ОБЩЕЙ И ПРОФЕССИОНАЛЬНОЙ ПЕДАГОГИКИ Жуков Г. Н. учебное пособие для студентов учреждений среднего профессионального образования, обучающихся по специальности 0308 Профессиональное обучение (по отраслям) / Г. Н. Жуков, П. Г. Матросов, С. Л. Каплан; под общ. ред. Г. П. Скамницкой. Москва, 2009. Сер. Fundamenta
35. НЕ ПОРА ЛИ КОЛЛЕДЖУ ГОТОВИТЬ БАКАЛАВРОВ? Жуков Г. Н. Аккредитация в образовании. 2009. № 5 (32). С. 30-32.
36. СТРАТЕГИЯ ОПЕРЕЖАЮЩЕГО ПРОФЕССИОНАЛЬНОГО ОБРАЗОВАНИЯ Жуков Г. Н., Пахомова Е. А. Профессиональное образование в России и за рубежом. 2009. № 1. С. 063—066.
37. ТВОРЧЕСКИЙ ПОТЕНЦИАЛ ЛИЧНОСТИ КАК ОПРЕДЕЛЯЮЩИЙ ФАКТОР УСПЕШНОСТИ ПЕДАГОГА Жуков Г. Н., Привалова Г. Ф., Львова И. В.Среднее профессиональное образование. 2008. № 2. С. 40-42.
38. ТЕОРИЯ И ПРАКТИКА ПРОФЕССИОНАЛЬНО-ПЕДАГОГИЧЕСКОГО ОБРАЗОВАНИЯ Романцев Г. М., Ткаченко Е. В., Фёдоров В. А., Чанчунь В., Коваленко Е. Э., Иващенко С. А., Молочко В. И., Момынбаев Б. К., Борибеков К. Б., Петров Ю. Н., Осоргин Е. Л., Щербак О. И., Зеер Э. Ф., Кубрушко П. Ф., Чапаев Н. К., Глуханюк Н. С., Дьяченко Е. В., Косырев В. П., Тарасюк О. В., Жуков Г. Н. и др.Коллективная монография / Под редакцией Г. М. Романцева. Екатеринбург, 2007. Том 1
39. СТРАТЕГИЯ КОЛЛЕДЖА — ИННОВАЦИОННОЕ РАЗВИТИЕ Жуков Г. Н., Нагорняк А. А.Профессиональное образование. Столица. 2007. № 12. С. 8-9.
40. СОРЕВНУЮТСЯ БУДУЩИЕ МАСТЕРА ПРОФЕССИОНАЛЬНОГО ОБУЧЕНИЯ Жуков Г. Профессиональное образование. Столица. 2007. № 6. С. 17a.
41. УСЛОВИЯ ПОДГОТОВКИ КОНКУРЕНТОСПОСОБНОГО СПЕЦИАЛИСТА Жуков Г. Н. Профессиональное образование. Столица. 2006. № 2. С. 7-9.
42. ФОРМИРОВАНИЕ ГОТОВНОСТИ К ПРОФЕССИОНАЛЬНО-ПЕДАГОГИЧЕСКОЙ ДЕЯТЕЛЬНОСТИ БУДУЩИХ МАСТЕРОВ ПРОИЗВОДСТВЕННОГО ОБУЧЕНИЯ Жуков Г. Н. автореферат диссертации на соискание учёной степени доктора педагогических наук / Екатеринбург, 2005
43. ОСНОВЫ ОБЩЕЙ И ПРОФЕССИОНАЛЬНОЙ ПЕДАГОГИКИ Жуков Г. Н.учеб. пособие для студентов учреждений сред. проф. образования, обучающихся по специальности 0308 Проф. обучение (по отраслям) / Г. Н. Жуков, П. Г. Матросов, С. Л. Каплан; под общ. ред. Г. П. Скамницкой. Москва, 2005. Сер. Серия «Fundamenta» : учеб. лит. для сред. спецю учеб. заведений
44. ФОРМИРОВАНИЕ ГОТОВНОСТИ К ПРОФЕССИОНАЛЬНО-ПЕДАГОГИЧЕСКОЙ ДЕЯТЕЛЬНОСТИ БУДУЩИХ МАСТЕРОВ ПРОИЗВОДСТВЕННОГО ОБУЧЕНИЯ Жуков Г. Н. диссертация на соискание учёной степени доктора педагогических наук / Российский государственный профессионально-педагогический университет. Екатеринбург, 2005
45. ГОТОВНОСТЬ МАСТЕРА ПРОФЕССИОНАЛЬНОГО ОБУЧЕНИЯ К ПЕДАГОГИЧЕСКОЙ ДЕЯТЕЛЬНОСТИ: ТЕОРИЯ, МЕТОДИКА, ПРАКТИКА Бухарова Г. Д., Жуков Г. Н. Вестник Оренбургского государственного университета. 2005. № 2. С. 57.
46. ОСНОВЫ ПРОФЕССИОНАЛЬНОЙ ПЕДАГОГИКИ Геннадий Николаевич Жуков учеб. пособие / Жуков Г. Н. ; М-во образования Рос. Федерации, Кемер. гос. проф.-пед. колледж. Кемерово, 2004.
47. ФОРМИРОВАНИЕ ПРОФЕССИОНАЛЬНОЙ ГОТОВНОСТИ СТУДЕНТОВ К ДЕЯТЕЛЬНОСТИ МАСТЕРА ПРОФЕССИОНАЛЬНОГО ОБУЧЕНИЯ Геннадий Николаевич ЖуковГ. Н. Жуков ; М-во образования Рос. Федерации, Рос. гос. проф.-пед. университет, Урал. отд-ние Рос. акад. образования. Екатеринбург, 2003.
48. ПРОБЛЕМЫ ФОРМИРОВАНИЯ ПРОФЕССИОНАЛЬНОЙ ГОТОВНОСТИ СТУДЕНТОВ К ДЕЯТЕЛЬНОСТИ МАСТЕРА ПРОФЕССИОНАЛЬНОГО ОБУЧЕНИЯ Жуков Г. Н.Образование и наука. 2003. № 3 (21). С. 12-23.
49. ГОТОВНОСТЬ К ДЕЯТЕЛЬНОСТИ КАК СОЦИАЛЬНО-ПЕДАГОГИЧЕСКАЯ КАТЕГОРИЯ: ИННОВАЦИОННЫЙ ПОДХОД Жуков Г. Н. Образование и наука. 2000. № 3. С. 176.